# Decímetro cuadrado
Un decímetro cuadrado (símbolo: dm²) es una unidad de superficie que ocupa un cuadrado de un decímetro de lado. Equivale a una centésima 0.01 parte de un metro cuadrado.
Aparte, un decímetro cuadrado puede ser utilizado en calculaciones científicas.
1 dm² = 10-2 m²

## Equivalencias
- 10 000 mm²
- 100 cm²
- 0,01 m²
- 0,0001 áreas o dam²
- 0,000001 hectáreas o hm²
- 0,00000001 km²